# Epizeuxis surrectalis
Epizeuxis surrectalis là một loài bướm đêm trong họ Noctuidae.